# George Thomas Bethune-Baker
George Thomas Bethune-Baker est un entomologiste britannique, né le 20 juillet 1857 à Birmingham et mort le 1er décembre 1944 à Eastbourne.
Il se spécialise dans les Lycaenidae. Sa collection est partagée entre le musée de zoologie de Cambridge et le Natural History Museum de Londres.